# Geschäftsordnung des Bundesrates (Österreich)
Die Geschäftsordnung des österreichischen Bundesrates (GO - BR) regelt das Verfahren im Bundesrat und dessen Ausschüssen, die Rechte und Pflichten der Abgeordneten und der Organe sowie die organisatorischen Abläufe. Sie ist zwar formal kein Bundesgesetz (da nicht vom Nationalrat beschlossen), ihr kommt aber gemäß Art. 37 Abs. 2 B-VG die Wirkung eines solchen zu. Der Bundesrat gibt sich seine Geschäftsordnung durch Beschluss (Zweidrittelmehrheit bei Anwesenheit von mindestens der Hälfte der Mitglieder), sie wird vom Bundeskanzler im Bundesgesetzblatt für die Republik Österreich kundgemacht (leg cit).